# المعادن (إب)

تعديل مصدري - تعديل

المعادن محلة تابعة لقرية بيت مراد، التابعة لعزلة المقاطن بمديرية إب إحدى مديريات محافظة إب في الجمهورية اليمنية.، بلغ تعداد سكانها 91 حسب تعداد اليمن لعام 2004.